# Флоренс Вайс
Флоренс Вайс (їд. פֿלאָרענס װײס; 1899/1900 — 1974) — американська акторка театру на їдіші, яка виступала у водевілях і знімалася в кіно, співачка, яка працювала у 1920-х — 1960-х роках. Працювала та виступала з такими артистами, як Мойше Ойшер, Олександр Ольшанецький, Борис Томашевський, Фівуш Фінкель, Ейб Елштайн. Пік її популярності припав на 1930-ті роки, коли вона часто гастролювала та виступала зі своїм тодішнім чоловіком Мойше Ойшером і знялася з ним у трьох фільмах мовою їдиш: «Син кантора», «Співучий коваль» й «Увертюра до слави».

## Біографія

### Ранні роки
Рік народження та імміграції Флоренс Вайс невідомі. Дата і місце народження вказані в заяві про намір отримати громадянство США були 30 травня 1900 року Махнівці, Київська губернія, Російська імперія. Проте в інших документах, зокрема в подорожніх листах, рік народження зазначений 1899. Принаймні в одному переписі вказано 1904 рік. Очевидно, вона емігрувала до США через Балтімор 1907 року.

### Кар'єра
Її першим чоловіком був Луїс Вайс, земляк російського походження, актор театру їдиш. 1920 року вони жили в Балтиморі.
До 1928 року була провідною акторкою в театрі Лірік, часто з'являлася разом з чоловіком, а також у театрі Гопкінсона, яким він керував. 1928 року Луї залучив актора Мойше Ойшера з Філадельфії для виступів разом з Флоренс. Флоренс залишила Луїса та вийшла заміж за Ойшера у січні 1929 року, тоді вони жили в Ньюарку, штат Нью-Джерсі, і працювали в театрі Лірік. 1930 року вони продовжували виступати в Лірік, а до 1931 року переїхали до Філадельфії. Незабаром повернулися до Нью-Йорка, зігравши 1932 року в опереті Бориса Томашевського в театрі Гаєті та 1933 року в театрі Амфіон.
Хоча згодом вони стали дуже відомими, спочатку їм було важко зводити кінці з кінцями працюючи в театрі, тому Ойшер вирішила заробляла як хазан. Протягом 1930-х років пара регулярно виступала разом на радіо WEVD. 1935 року вони повернулися до театру Лірік, театр на Другій авеню та театру Гопкінсона, 1936 року виступали в театрі на Другій авеню в опереті Олександра Ольшанецького з Лео Фуксом у головній ролі.

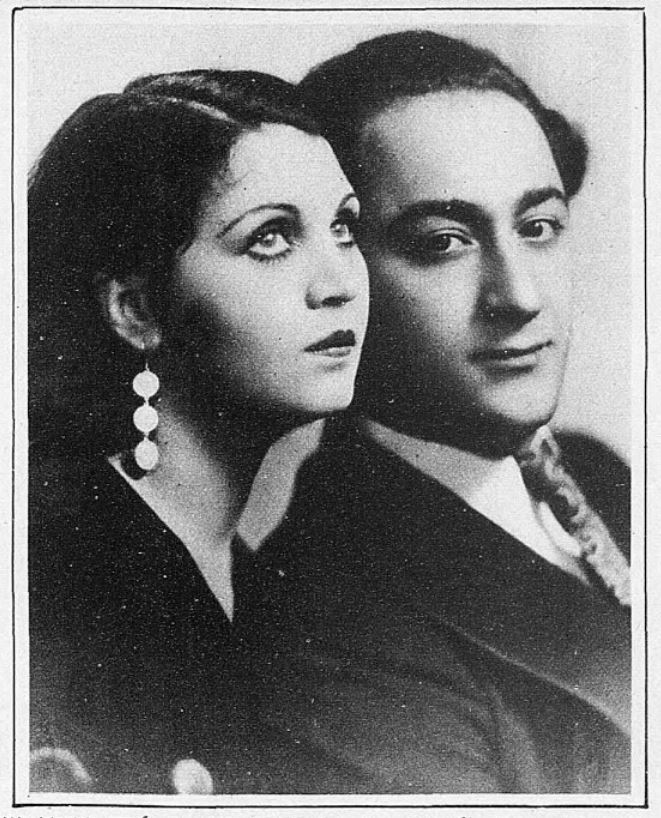
Мойше Ойшер і Флоренс Вайс бл.1933

Пік слави Вайс припав на кінець 1930-х років, коли вона знялася в декількох фільмах з Ойшером, що посприяло виступам на радіо, сеансів запису та більших концертів. 1937 року з'явилася в останньому фільмі Сідні Голдіна «Син Кантора» (Dem khazn's zindl), основаному на історії життя самого Мойше Ойшера. Голдін помер, коли фільм ще був у виробництві, і відносно невідомий режисер Ілля Мотелев закінчив його. Потім вони виступили в Бруклінській музичній академії у лютому 1937 року перед 2000-ю авдиторією. Наступною її появою стала п'єса «Співучий коваль» (Yankl der shmid, 1938), знову з Мойше Ойшером, режисером якої був Едгар Георг Ульмер, заснований на п'єсі Девіда Пінскі 1906 року. Фільм був настільки успішним, що Victor Records доручив Ойшеру та Вайс записати з нього свої пісні для випуску на диску. 1939 року вона виступала в театрі Гопкінсона. Їхнім третім і останнім спільним фільмом стала «Увертюра до слави» (Der vilner shtot khazn, 1940), яку зняв Макс Носсек за оповіданням Осипа Дімова.
1940 року грала у виставі з Аароном Лебедєвим і «Сестрами Беррі» в театрі Клінтона і регулярно з'являлася у водевілях з Лебедєвим і Селією Адлер в Національному театрі в центрі міста.
Продовжувала виступати на сцені під час і після Другої світової війни. 1944 року з'явилася з Ліліан Люкс і Песахом Берштайном в театрі Гопкінсона. 1947 року виступала на сцені теату Клінтона. Мала постійну роль в румунсько-єврейському ресторані на Бродвеї «Румунське село».
З 1949 року до середини 1950-х років взяла участь у низці постановок з Ірвінгом Якобсоном, Фівушем Фінкелем, Максом Клеттером й іншими в Національному театрі Віри Розанки. До кінця 1950-х і 1960-х років більшість її виступів, здається, відбувалися в готелях Борщового поясу у Катскілл.
Померла у травні 1974 року після тривалої хвороби.

## Вибіркова дискографія
- A zemerl/Chassidic in America with Moishe Oysher (Victor Records, 1938)[49]
- Simmon-Tov Mazeltov/Bist Mere Mazeldig with Abe Ellstein orchestra (Banner Records)[50]

## Поява в кіно
- Син кантора (Dem khazn's zindl, 1937) з Мойше Ойшером, режисери Сідні Голдін й Ілля Матілев[51][52]
- Співучий коваль (Yankl der shmid, також знаний як Der zingedike shmid, 1938) з Мойше Ойшером, режисер Едгар Георг Ульмер[53][54]
- Увертюра до слави (Der vilner shtot khazn, 1940) з Мойше Ойшером, режисер Макс Носсек[55][56]